# Harrans kommun
Harrans kommun (norska: Harran kommune) var en kommun i Nord-Trøndelag fylke i Norge. Kommunen omfattade den norra delen av nuvarande Grongs kommun. Byn Harran utgjorde kommunens centralort.

## Administrativ historik
Harrans kommun upprättades den 1 juli 1923 genom utbrytning ur Grongs kommun. Kommunen hade 630 invånare vid upprättandet.
Den 1 januari 1964 gick kommunen åter upp i Grongs kommun. Kommunens hade då 1 085 invånare.